# Robert B. Hauser
Robert B. Hauser (* 25. März 1919 in Spokane, Vereinigte Staaten; † 8. Juli 1994 in Los Angeles) war ein US-amerikanischer Kameramann.

## Leben und Wirken
Hauser kam nach seiner Entlassung aus dem Militärdienst während des Zweiten Weltkriegs zum Film und ist seit der Vollendung seines 30. Lebensjahres als Kameraassistent (z. B. bei Düsenjäger, einem Kalten-Kriegs-Fliegerfilm mit John Wayne) nachzuweisen. Seit 1958 betreute Hauser, in der Zwischenzeit zum Chefkameramann aufgestiegen, eine Fülle von beliebten Fernsehserien, darunter Yancy Derringer, Die Unbestechlichen, Wyatt Earp greift ein, Peyton Place und Solo für O.N.C.E.L., ehe ihm 1967 der Sprung zum Kinofilm gelang.
Bereits sein Einstand für die große Leinwand, das turbulente Neil-Simon-Lustspiel Ein seltsames Paar mit Jack Lemmon und Walter Matthau, war ein gewaltiger Publikumserfolg. Obwohl auch einige seiner Anschlusskinofilme für Gesprächsstoff sorgten, darunter die beiden sehr gewalttätigen und sozialkritischen Anti-Western Ein Mann, den sie Pferd nannten und Das Wiegenlied vom Totschlag (beides 1969) sowie der Ratten-Horrorfilm Willard und der Rennfahrerstreifen Le Mans (beide 1970 gedreht und im Folgejahr uraufgeführt), konnte sich Hauser beim Kinofilm langfristig nicht durchsetzen und kehrte anschließend wieder zum Fernsehfilm, darunter zahlreiche Krimis und Thriller, zurück.
Gelegentlich fotografierte Hauser jedoch auch weiterhin Filme, die den Weg in die Theatersäle fanden – jedoch durchgehend Produktionen konventioneller Natur wie Das Ultimatum oder Das Teufelscamp. Im Rentenalter von 65 Jahren, nach der Kameraarbeit zu je einer Folge von Trapper John, M.D. und Airwolf (1984), zog sich Robert B. Hauser ins Privatleben zurück.

## Filmografie
- 1958–59: Der Mann mit der Kamera (Man with a Camera) (TV-Serie)
- 1958–59: Yancy Derringer (TV-Serie)
- 1960: Die Unbestechlichen (The Untouchables) (TV-Serie)
- 1959–61: Wyatt Earp greift ein (The Life and Legend of Wyatt Earp) (TV-Serie, 16 Folgen)
- 1961–62: Bus Stop (TV-Serie, 22 Folgen)
- 1962–63: Combat! (TV-Serie, 30 Folgen)
- 1963–64: Breaking Point (TV-Serie, 17 Folgen)
- 1964–67: Peyton Place (TV-Serie, 249 Folgen)
- 1967–68: Solo für O.N.C.E.L. (The Man from U.N.C.L.E.) (TV-Serie, 5 Folgen)
- 1967: Ein seltsames Paar (The Odd Couple)
- 1968: Die wilden Jahre (The Sweet Ride)
- 1968: Ausbruch der Verdammten (Riot)
- 1969: Hail, Hero!
- 1969: Ein Mann, den sie Pferd nannten (A Man Called Horse)
- 1969: Das Wiegenlied vom Totschlag (Soldier Blue)
- 1970: Norwood
- 1970: Le Mans
- 1970: The Brotherhood of the Bell
- 1971, 1972: McMillan & Wife (TV-Serie, 7 Folgen)
- 1971: Der unsichtbare Mörder (Killer by Night)
- 1971: Willard
- 1972: The Family Rico
- 1972: The Strangers in 7 A
- 1972: The Night Strangler
- 1973: Nightmare
- 1973: Sie können’s nicht lassen (Sidekicks)
- 1974: Lost in the Stars
- 1974: Hangup
- 1974: All die netten Fremden (All the Kind Strangers)
- 1974: Punch and Jody
- 1975: Der letzte Ritt der Daltons (The Last Day)
- 1975: Die Küste der Ganoven (Barbary Coast) (TV-Serie, 5 Folgen)
- 1976: Abenteuer der Landstraße (Movin’ On) (TV-Serie, 2 Folgen)
- 1977: Final Chapter: Walking Tall
- 1977: Das Teufelscamp (Mean Dog Blues)
- 1977: Das Ultimatum (Twilight’s Last Gleaming)
- 1978: Das unsichtbare Auge (Someone’s Watching Me!)
- 1978: Suddenly, Love
- 1979: Ein Rabbi im Wilden Westen (The Frisco Kid)
- 1979: When Hell was in Session
- 1980: Von Gangstern gejagt (Fugitive Family)
- 1980: Alcatraz
- 1980: Die Bestie von nebenan (Terror Among Us)
- 1981: Schatten des Bösen (No Place to Hide)
- 1981: Am Ende des Weges (The Day the Loving Stopped)
- 1981: Killjoy – Mörderische Begegnung (Killjoy)
- 1982: Seven Brides for Seven Brothers (Pilotfolge der gleichnamigen TV-Serie)